# Olympische Winterspiele 2022/Eiskunstlauf – Paarlauf
Der Paarlauf bei den Olympischen Winterspielen 2022 wurde vom 18. bis 19. Februar im Hauptstadt-Hallenstadion ausgetragen.

## Ergebnisse
| Rang | Paar                                       | Land               | Gesamtpunktzahl | Kurzprogramm | Kurzprogramm | Kür | Kür    |
| ---- | ------------------------------------------ | ------------------ | --------------- | ------------ | ------------ | --- | ------ |
| 1    | Sui Wenjing / Han Cong                     | China              | 239,88          | 1            | 84,41        | 1   | 155,47 |
| 2    | Jewgenija Tarassowa / Wladimir Morosow     | ROC                | 239,25          | 2            | 84,25        | 2   | 155,00 |
| 3    | Anastassija Mischina / Alexander Galljamow | ROC                | 237,71          | 3            | 82,76        | 3   | 154,95 |
| 4    | Alexandra Boikowa / Dmitri Koslowski       | ROC                | 220,50          | 4            | 78,59        | 4   | 141,91 |
| 5    | Peng Cheng / Jin Yang                      | China              | 214,84          | 5            | 76,10        | 6   | 138,74 |
| 6    | Alexa Scimeca Knierim / Brandon Frazier    | Vereinigte Staaten | 212,68          | 6            | 74,23        | 7   | 138,45 |
| 7    | Riku Miura / Ryūichi Kihara                | Japan              | 211,89          | 8            | 70,85        | 5   | 141,04 |
| 8    | Ashley Cain-Gribble / Timothy LeDuc        | Vereinigte Staaten | 198,05          | 7            | 74,13        | 9   | 123,92 |
| 9    | Karina Safina / Luka Berulawa              | Georgien           | 192,44          | 9            | 66,11        | 8   | 126,33 |
| 10   | Kirsten Moore-Towers / Michael Marinaro    | Kanada             | 181,37          | 13           | 62,51        | 10  | 118,86 |
| 11   | Laura Barquero / Marco Zandron             | Spanien            | 181,36          | 11           | 63,34        | 11  | 118,02 |
| 12   | Vanessa James / Eric Radford               | Kanada             | 180,99          | 12           | 63,03        | 12  | 117,96 |
| 13   | Nicole Della Monica / Matteo Guarise       | Italien            | 179,87          | 10           | 63,58        | 13  | 116,29 |
| 14   | Rebecca Ghilardi / Filippo Ambrosini       | Italien            | 165,43          | 16           | 55,83        | 14  | 109,60 |
| 15   | Hailey Kops / Evgeni Krasnopolski          | Israel             | 153,82          | 15           | 55,99        | 15  | 97,83  |
| 16   | Minerva Fabienne Hase / Nolan Seegert      | Deutschland        | 149,69          | 14           | 62,37        | 16  | 87,32  |
| 17   | Jelizaveta Žuková / Martin Bidař           | Tschechien         | 54,64           | 17           | 54,64        | —   | —      |
| 18   | Miriam Ziegler / Severin Kiefer            | Österreich         | 51,96           | 18           | 51,96        | —   | —      |
| WD   | Ioulia Chtchetinina / Márk Magyar          | Ungarn             | —               | —            | —            | —   | —      |